# Pijltjesmethode

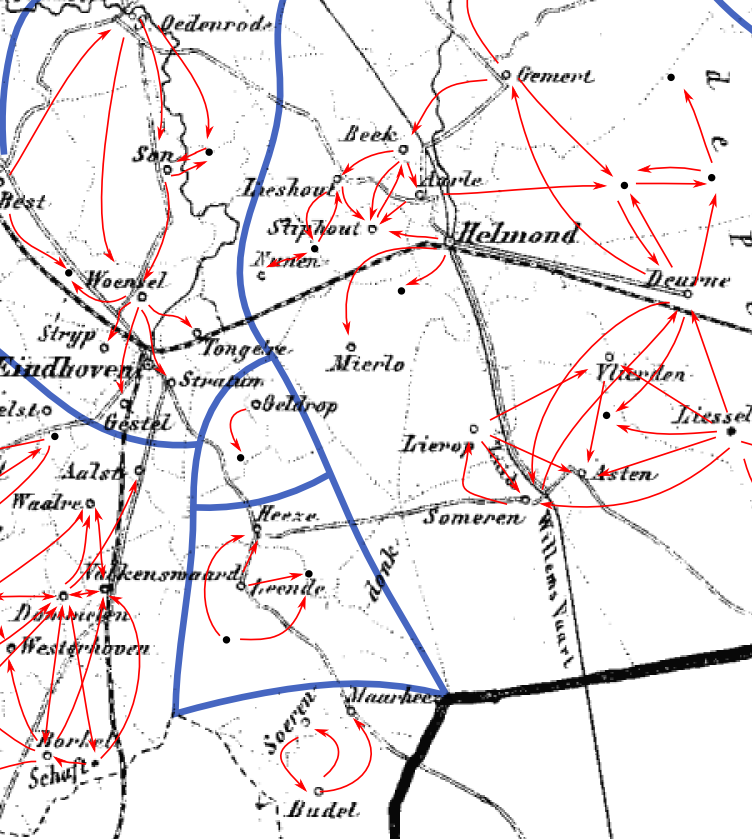
Voorbeeld van de pijltjesmethode in oostelijk Noord-Brabant (naar A.A. Weijnen, Nederlandse dialectkunde)

De pijltjesmethode is een methode uit de dialectgeografie om de onderlinge relaties tussen dialecten op een kaart weer te geven. De methode is bedacht door de dialectwetenschapper Toon Weijnen.
In dialectenquêtes wordt dialectsprekers gevraagd welk dialect in de buurt veel lijkt op hun eigen dialect. Op de kaart wordt dan een pijl van de plaats van de dialectspreker naar de andere plaats(en) ingetekend. Gebieden waar geen pijltjes voorkomen, vormen zo dialectgrenzen.
De methode is gebruikt door Toon Weijnen bij de studie van het Brabants in Noord-Brabant en het Limburgs in Nederlands Limburg, verder door Jo Daan voor de dialecten van Nederland.